# Küstenzaunkönig
Der Küstenzaunkönig (Cantorchilus superciliaris) ist eine Vogelart aus der Familie der Zaunkönige (Troglodytidae), die in Ecuador und Peru verbreitet ist. Der Bestand wird von der IUCN als nicht gefährdet (Least Concern) eingeschätzt.

## Merkmale
Der Küstenzaunkönig erreicht eine Körperlänge von etwa 14,5 cm. Die Zügel sind grau, der weiße Überaugenstreif ist markant, der Streifen hinter dem Auge ist dunkelbraun und die Ohrdecken sind gelbbraunweiß. Der Oberkopf ist dunkel gräulich braun, der Rücken und die Schultern rötlich braun, eine Färbung, die am Bürzel ins Rötliche übergeht. Die Handschwingen und die Armschwingen wirken warm braun mit schwärzlichen Streifen an den Außenfahnen. Die rötlich braunen Steuerfedern sind von schwarzen Querstreifen durchzogen. Das Kinn und die Kehle sind blass gelbbraun bis weiß, der untere Brustbereich wirkt dunkler und die Flanken sind eher gelbbraungrau. Die Augen sind braun, der Oberschnabel schwarz, der Unterschnabel grau mit dunkler Spitze und die Beine grau. Vom Weißohr-Zaunkönig (Cantorchilus leucotis) unterscheidet er sich durch die weiße und nicht gelbbraune Brust, sowie durch die weniger markierten Ohrdecken. Beide Geschlechter ähneln sich. Jungtiere haben eine weniger warme Brauntönung auf der Oberseite und einen matter wirkenden Oberkopf.

## Verhalten und Ernährung
Es liegen nur wenige Daten zur Nahrung des Küstenzaunkönigs vor. Der Mageninhalt einiger untersuchter Exemplare enthielt Insekten. Bei der Futtersuche ist er meist in Paaren unterwegs und sucht sein Futter in der Vegetation der relativ niederen Straten oder gar auf dem Boden.

## Lautäußerungen
Der Gesang des Küstenzaunkönigs besteht aus einer Serie kurzer wiederholter Phrasen mit zwei bis drei Tönen, die gelegentlich erweitert werden in längere Phrasen mit Pfiffen. Diese hören sich nicht so reichhaltig und musikalisch an wie beim Weißohr-Zaunkönig. Es wird vermutet, dass beide Geschlechter singen.

## Fortpflanzung
In Peru wurden zumindest im Januar und Februar Nester des Küstenzaunkönigs entdeckt. Vermutlich brütet er zweimal im Jahr.
Das Nest hat die Form einer Retorte, ist eine eher dünne Konstruktion, hat einen seitlichen Eingang mit langem Vorbau zum Einstieg. Die Eikammer ist mit feinerem Material und Federn ausgekleidet. Dieses baut er in 1,6 bis 3,2 Meter über dem Boden im Busch oder im Baum. Oft findet es sich in der Nähe eines Wespennests, seltener unter dem Dach eines älteren Gebäudes. Er baut mehrere Nester, doch nur einige werden zur Brut verwendet. Ein Gelege besteht aus zwei bis drei weißen Eiern mit einer leichten Grüntönung. Bei einem Nest mit einem Brutschmarotzer der Art Seidenkuhstärling (Molothrus bonariensis) blieben die Nestlinge zehn bis dreizehn Tage im Nest. Brutparasitismus durch Kuhstärlinge scheint beim Küstenzaunkönig relativ häufig vorzukommen.

## Verbreitung und Lebensraum

Verbreitungsgebiet des Küstenzaunkönigs (grün)

Der Küstenzaunkönig bevorzugt trockene Waldungen und Gestrüpp, Hecken und Buschland. Sehr viel seltener kommt er in feuchten Waldungen vor. Er bewegt sich in Höhenlagen von Meeresspiegel bis 1500 Metern, örtlich auch bis 1850 Metern.

## Migration
Es wird vermutet, dass der Küstenzaunkönig ein Standvogel ist.

## Unterarten
Es sind zwei Unterarten bekannt.
- Cantorchilus superciliaris superciliaris (Lawrence, 1869)[3] kommt im Westen Ecuadors vor.
- Cantorchilus superciliaris baroni (Hellmayr, 1902)[4] ist im Süden Ecuadors und dem Westen Perus verbreitet. Die Unterart wirkt rötlicher als die Nominatform, wobei Bürzel und Hinterrücken eher hell gelbbraun sind.[1]

## Etymologie und Forschungsgeschichte
Die Erstbeschreibung des Küstenzaunkönigs erfolgte 1869 durch George Newbold Lawrence unter dem wissenschaftlichen Namen Thryothorus superciliaris. Das Typusexemplar wurde von J. F. Reeve auf Puná gesammelt und an das Smithsonian Institution gesendet. 2006 führte Nigel Ian Mann, Frederick Keith Barker, Jefferson Alden Graves, Kimberly Anne Dingess-Mann und Peter James Bramwell Slater die für die Wissenschaft neue Gattung Cantorchilus ein. Dieser Name leitet sich von »cantus« für »Lied« und »orkhilos ορχιλος« für »Zaunkönig« ab. Der Artname »superciliaris, supercilium« ist das lateinische Wort für »mit Augenbrauen, Augenbraue«. »Baroni« ist Oscar Theodor Baron gewidmet, der das Exemplar am 17. Juni 1895 in Tembladera gesammelt hatte.